# Metacromasia
La metacromasia è il fenomeno fisico chimico per cui colorando un campione istologico, alcuni elementi del tessuto assumono una colorazione differente da quella del colorante. 
Questa caratteristica è tipica di coloranti basici (Blu di toluidina, Azzurro A, Alcian Blu) che normalmente colorano in tonalità di blu/violetto i preparati (ortocromasia), ma  legando molecole polianioniche come i Glicosaminoglicani (GAG), formano multimeri che conferiscono colorazione rossastra (metacromasia). Il cambiamento di colore e quindi il differente range di luce riflessa è dovuto proprio alla formazione di agglomerati molecolari di colorante che assorbono la luce a più alta frequenza (blu) rispetto a quando il colorante si trova in soluzione in forma monomerica (la luce ad alta frequenza è riflessa). Una sostanza polianionica dà metacromasia quando gli anioni sono disposti a distanza inferiore a 5 Å.
La metacromasia fu osservata e descritta da Victor André Cornil, Louis-Antoine Ranvier e altri fin dal 1875, ma fu lo scienziato tedesco Paul Ehrlich ad utilizzare per la prima volta questo termine. Al belga Lucien Lison si deve lo studio della metacromasia degli acidi nucleici.